# Cape Flats

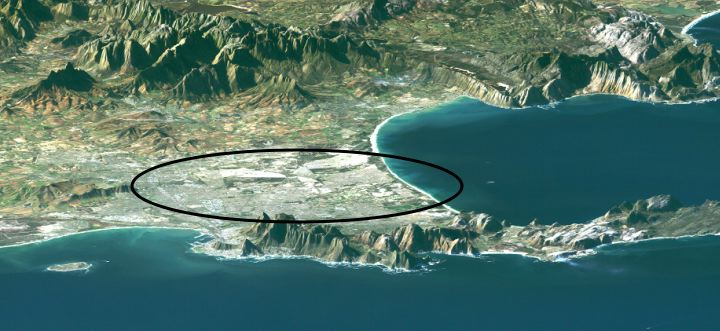
Image satellite en trois dimensions de la Cape Flats avec au premier plan la baie de la Table (à gauche) et la péninsule du Cap (à droite), la baie False se trouve derrière cette dernière et au fond s'étire la Ceinture plissée du Cap.

Les Cape Flats, toponyme anglais signifiant littéralement en français « Plaine du Cap », en afrikaans Die Kaapse Vlakte, est une plaine d'Afrique du Sud située à l'est de la ville du Cap, dans la province du Cap occidental. Elle s'étend de la baie de la Table au nord à la baie False au sud et de la montagne de la Table et la péninsule du Cap à l'ouest jusqu'aux Hottentots-Holland à l'est, laquelle est la partie occidentale de la ceinture plissée du Cap. 
Cette plaine sablonneuse est née lorsque la mer s'est retirée il y une soixantaine de millions d'années, permettant ainsi à l'île montagneuse formée par la Montagne de la Table et la péninsule du Cap d'être rattachée au continent.
Aujourd'hui, elle dépend administrativement de la ville du Cap et est donc très largement urbanisée par les quartiers et townships orientaux de l'agglomération.